# Waterloos VV
Waterloos VV is een Limburgse voetbalclub uit Waterloos, Neeroeteren in Maaseik. De club is bij de KBVB aangesloten met stamnummer 6563 en heeft wit-zwart als clubkleuren. De club speelt in de provinciale afdelingen.

## Geschiedenis
Voetbalclub Waterloos VV ontstond eind 1961. De thuisbasis van de club was een terrein aan de kiezelgroeve in Waterloos. Men sloot zich aan bij de Belgische Voetbalbond. In september 1962 startte men met competitievoetbal bij de gewestelijke reserven. Het seizoen daarop maakte Waterloos zijn intrede in Derde Provinciale. Men bleef de volgende jaren meestal in die afdeling spelen. In 1984 ging het even minder met de club, toen men degradeerde naar Vierde Provinciale.
Op 26 december 1986 werd de nieuwe, en huidige, accommodatie in gebruik genomen. De club kon enkele maanden later bovendien de titel pakken en keerde weer terug naar Derde Provinciale.
Acht jaar later, in 1994, pakte men opnieuw de titel na een strijd met Ven VV, en stootte men door naar Tweede Provinciale. Er werd Waterloos een kort verblijf in Tweede Provinciale voorspeld, maar aan het eind van het eerste seizoen stond de club op de 4de plaats en dwong ze op de allerlaatste speeldag zelfs nog een ticket af voor de eindronde. Een promotie werd echter niet afgedwongen, en het volgend seizoen zakte de club zelfs terug naar Derde.
Waterloos VV kon zich maar met de grootste moeite handhaven in Derde Provinciale. Uiteindelijk degradeerde de club in 1999 opnieuw naar Vierde Provinciale. Drie keer op rij haalde Waterloos de eindronde voor bijkomende stijgers, maar evenveel keren bleef de club met lege handen achter. Uiteindelijk lukte het dan toch tijdens het seizoen 2005/06, Waterloos pakte de titel in Vierde Provinciale B en promoveerde weer.
Het verblijf in Derde Provinciale duurde niet lang en door de reorganisatie van het Limburgs provinciale voetbal zakten er dat jaar 5 ploegen rechtstreeks naar Vierde Provinciale. Waterloos kon zich in dit moeilijke seizoen niet handhaven. Het seizoen erop (2007/08) werd men vicekampioen na Louwel, maar werd Waterloos werd door Spalbeek al in de eerste ronde van de eindronde uitgeschakeld.
' was een Belgische voetbalclub uit Voorshoven. De club sloot in 1978 aan bij de KBVB met stamnummer 8588.
In 2020 werd besloten om een fusie aan te gaan met Vrij Vooruit Voorshoven tot KVV Waterloos-Voorshoven, onder het stamnummer van Waterloos VV.

## Bekende spelers
De jeugdopleiding van Waterloos VV bracht verschillende spelers voort die later succes kenden bij clubs op een hoger niveau:
- Mathy Billen (Patro Eisden, Standard Luik, KFC Winterslag, KV Mechelen, Antwerp FC)
- Franky Eerdekens (KRC Genk)
- Henri Schrijvers (Patro Eisden)
- Johan Telen (Standard Luik, Beerschot VAC, FC Assent)

## Erelijst
- 1986/87: Titel in Vierde Provinciale
- 1994/95: Titel in Derde Provinciale
- 1995/96: Eindronde voor bijkomende stijgers in Tweede Provinciale
- 2000/01, 2001/02, 2002/03, 2004/05: Eindronde voor bijkomende stijgers in Vierde Provinciale
- 2005/06: Titel in Vierde Provinciale
- 2007/08: Eindronde voor bijkomende stijgers in Vierde Provinciale
- 2016/17: Eindronde voor bijkomende stijgers in Vierde Provinciale